# 12e groupe de reconnaissance de division d'infanterie
Le 12e groupe de reconnaissance de division d'infanterie (12e GRDI) est une unité de l'armée française créée en 1939 et rattachée à la  4e division d'infanterie.

## Historique
Il est créé le 3 septembre 1939 par le centre mobilisateur de cavalerie no 2 de Compiègne. Il est rattaché à la 4e division d'infanterie. Pendant la drôle de guerre, il stationne en Lorraine puis à Montreuil sur Mer. En mars, les éléments motorisés sont rattachés au groupement de Beauchesne qui rassemble plusieurs GRDI et GRCA ; quant à eux les éléments hippomobiles restent à Bernay-en-Ponthieu avec la division. 

### Combats des éléments motorisés
Le 10 mai, les éléments motorisés avec le groupement de Beauchesne entrent en Belgique à la tête de l'armée française comme éclaireurs (voir plan Dyle). Il arrive en Hollande le 13 mai. Il combat le 14 mai dans la région de Berg-op-Zoom. Le 21 mai, les éléments motorisés sont encerclés dans ce village. Les quelques troupes qui y échappent, rejoignent la division le 24 mai à Bellaing (Nord). 

### Combats des éléments hippomobiles
L'escadron suit le reste de la division. Il rejoint la Hollande par la voie ferrée et débarque à quelques kilomètres de Gand. Il traque jusqu'au 15 des hypothétiques parachutistes allemands avant d'être replié par voie ferrée. Il combat à Berlaimont le 16 mai dans le secteur de la forêt de Mormal. Il se replie ensuite par Noyelles, Lille et rejoint le reste de la division à Dunkerque le 31 mai 1940.

### Fin de la campagne
Le GRDI est évacué sur un contre-torpilleur anglais[Lequel ?] depuis Dunkerque. Il passe à Douvres puis à Plymouth avant d'embarquer sur le croiseur auxiliaire El-Mansour. Il débarque à Brest et est dirigé sur Alençon le 10 juin. Il est rattaché au 32e GRDI le 16 juin. Avec cette nouvelle unité reconstituée avec les fragments de plusieurs GRDI, ils combattent en Basse Normandie le 17 juin. Ils se replient ensuite au milieu des colonnes allemandes. À la fin de la campagne, il ne reste plus que 1 officier et 27 cavaliers.

## Ordre de Bataille
- Commandement : Lieutenant-colonel Moslard puis Chef d’Escadrons Michon à partir du 13 mai 1940[1]
- Adjoint : Capitaine Pacaud[1]
- Escadron Hors Rang : Capitaine Ulrich[1]
- Escadron Hippomobile : Capitaine Ravaud[1]
- Escadron Motorisé : Capitaine Bayard[1]
- Escadron Mitrailleuses et Canons de 25 antichars : Capitaine Chapon[1]